# بهرام گودرزی (بازیکن فوتبال)
بهرام گودرزی (زادهٔ ۲۸ مهر ۱۳۸۴) بازیکن فوتبال اهل ایران است که در پست مدافع میانی برای باشگاه فوتبال آلومینیوم اراک در لیگ برتر خلیج فارس بازی می‌کند.